# Triberga-Alby-mosse
Das Triberga-Alby-mosse ist ein Moor auf der schwedischen Ostseeinsel Öland.

## Lage
Das Moor liegt im südöstlichen Teil der Insel zwischen den Ortschaften Alby im Norden und Triberga im Süden. Wie bei mehreren anderen Feuchtgebieten Ölands entstand das Moor auf der Westseite des Ancyluswalls. Der alte Strandwall verhindert den ungehinderten Abfluss des durch die west/östliche Neigung der Insel nach Osten abfließenden Wassers. Direkt auf dem Wall verläuft heute die östliche Küstenstraße Ölands an der sich das Moor auf der Westseite entlangzieht.

## Ökologie
Das Moor untergliedert sich in das nördliche Alby mosse und das südlichere Triberga mosse. Noch bis in die 1950er Jahre bestanden größere offene Wasserflächen die dann jedoch mit Schilf zuwuchsen und drohten völlig zu verlanden. Die Artenreichtum insbesondere der Vogelwelt ging deutlich zurück. Seit 1999 besteht ein Renaturierungsprojekt um wieder offene Wasserflächen zu schaffen, die Verlandung zu verhindern und den Artenreichtum wieder zu erhöhen.
Ohrentaucher, Blässhuhn und Knäkente sind heimisch und können zwischen Schilf und Steifer Segge beobachtet werden. Es bestehen größere Bestände von Armleuchteralgen. Die Randgebiete des Moors werden beweidet. Hier kommen Mehlprimel, Sumpfstendelwurz, Gewöhnlicher Teufelsabbiss und Sumpfherzblatt vor.